# Ralph Hills
Ralph Gorman Hills (19. januar 1902 i Washington, D.C. – 20. september 1977) var en amerikansk atlet som deltog i de olympiske lege 1924 i Paris.
Hills vandt en bronzemedalje i atletik under sommer-OL 1924 i Paris. Han kom på en tredje plads i kuglestød bagefter sine landsmænd Clarence Houser og Glenn Hartranft. Der var otteogtyve deltagere fra femten lande som deltog i disciplinen. Finalen blev afviklet den 8. juli 1924.